# カルタン幾何学
カルタン幾何学（かるたんきかがく）（英: Cartan geometry）とは、微分幾何学における概念で、多様体の各点における「一次近似」がクラインの幾何学とみなせるものの事である。カルタンの幾何学はクラインの幾何学とリーマン幾何学を包括する幾何学概念として提案された。
以下、本項では特に断りがない限り、単に多様体、関数、バンドル等といった場合はC∞級のものを考える。また特に断りがない限りベクトル空間は実数体上のものを考える。

## 概要
カルタン幾何学の背景にあるのはクラインのエルランゲン・プログラムである。エルランゲン・プログラムは、当時「幾何学」、例えばユークリッド幾何学、双曲幾何学、球面幾何学、射影幾何学等が乱立していた状況に対し、それらを統一する手法を提案したものであり、今日の言葉で言えば、これらはいずれも等質空間の概念を使う事で統一的に記述できる事を示した。
すなわちクラインの意味での幾何学（以下単にクライン幾何学と呼ぶ）とは、リー群Gとその閉部分リー群Hの組{\displaystyle (G,H)}を等質空間{\displaystyle M=G/H}上に「幾何学を保つ」変換群Gが作用しており、X上の一点の等方部分群がHであるとみなしたものである。
しかしエルランゲン・プログラムには、当時すでに知られていたリーマン幾何学が記述できない、という限界があった。実際リーマン多様体は等質空間にはなっていないので、エルランゲン・プログラムでは記述できない。
カルタンの意味での幾何学（以下単にカルタン幾何学と呼ぶ）は上記の事情を背景に、クラインの幾何学とリーマン幾何学を包含する形で定義された幾何学概念である：
| ユークリッド幾何学 | 一般化 | クラインの幾何学 |
| ユークリッド幾何学 | →      | クラインの幾何学 |
| ユークリッド幾何学 |        | クラインの幾何学 |
| ↓一般化            |        | ↓一般化          |
| リーマン幾何学     | 一般化 | カルタン幾何学   |
| リーマン幾何学     | →      | カルタン幾何学   |
| リーマン幾何学     |        | カルタン幾何学   |

多様体自身にクライン幾何学の構造が入れば、すなわち{\displaystyle M=G/H}であれば、Mの各点の接ベクトル空間は自然に{\displaystyle {\mathfrak {g}}/{\mathfrak {h}}}と同型になる。ここで{\displaystyle {\mathfrak {g}}}、{\displaystyle {\mathfrak {h}}}はそれぞれG、Hのリー代数である。
そこでちょうどリーマン幾何学の「一次近似」である接ベクトル空間がユークリッド幾何学になっているように、カルタン幾何学では、多様体Mの「一次近似」である接ベクトル空間に、クライン幾何学{\displaystyle G/H}の「一次近似」である{\displaystyle {\mathfrak {g}}/{\mathfrak {h}}}を対応させる。このとき、多様体Mには等質空間{\displaystyle G/H}をモデル空間とするカルタンの幾何学の構造が入っている、という。
しかしあくまで「一次近似」がクラインの幾何学と等しいだけなので、実際にはカルタン幾何学はクライン幾何学とはズレる。このズレを図るのがの曲率である。

滑りとねじれのない転がし

カルタン幾何学を導入するもう一つの動機が滑りとねじれのない転がしである。これはm次元のリーマン多様体をm次元平面上「滑ったり」、「捻れたり」する事なく「転がした」ときにできる軌跡に関する研究である。
この軌跡はユークリッド幾何学をモデルにするカルタン幾何学を使うことで定式化が可能であり、曲線の発展という。ユークリッド幾何学はm次元平面上の幾何学であるので、m次元平面上の軌跡になるが、一般のクライン幾何学{\displaystyle (G,H)}をモデルとするカルタン幾何学の発展は、{\displaystyle M=G/H}上の軌跡となる。

## 定義の背後にある直観
本節ではを参考に、2次元ユークリッド幾何学をモデルとするカルタン幾何学を直観的に説明する。{\displaystyle \mathbb {E} ^{2}}を2次元ユークリッド空間とし、{\displaystyle \mathrm {Iso} (\mathbb {E} ^{2})}を{\displaystyle \mathbb {E} ^{2}}の合同変換群とする。すなわち{\displaystyle \mathrm {Iso} (\mathbb {E} ^{2})}は{\displaystyle A\in O(2)}と{\displaystyle b\in \mathbb {R} ^{2}}を使って{\displaystyle x\mapsto Ax+b}と書ける変換全体の集合である。{\displaystyle \mathbb {E} ^{2}}は{\displaystyle \mathrm {Iso} (\mathbb {E} ^{2})/O(2)}と同一視できる。
Mを2次元多様体とし、M上に人が一人立っているとする。人が立っている場所を{\displaystyle u\in M}とし、人の前方向をx軸、左方向をy軸とすると、接ベクトル空間の基底{\displaystyle e_{x},e_{y}\in T_{u}M}が定義できる。Mはユークリッド空間をモデルにしているので、その人は自分の近傍をユークリッド空間だと思っている。
{\displaystyle T_{u}M}の正規直交基底全体の集合を{\displaystyle F_{u}(M)}とし、{\displaystyle F(M)=\cup _{u\in M}F_{u}(M)}とすると、{\displaystyle F(M)}は自然にM上の{\displaystyle O(2)}-主バンドルとみなせる。以上の議論から、{\displaystyle F(M)}の元は、M上にいる人（とその向き）であるとみなせる。
M上にいる人を{\displaystyle (e_{x},e_{y})\in F_{u}(M)}と表すとき、その人がM上の位置（＝u）を変えずに向きだけを「無限小だけ」変えた場合、その向きの変化を表す速度ベクトルは{\displaystyle TF_{u}(M)}の元とみなせるが、これは人の向きを変えた回転変換の微分なので、回転変換群{\displaystyle O(2)}の無限小変換群（＝{\displaystyle O(2)}に対応するリー代数）である{\displaystyle {\mathfrak {o}}(2)}の元であるともみなせる。
すなわち、{\displaystyle TF_{u}(M)}の元を{\displaystyle {\mathfrak {o}}(2)}の元と対応させる事ができる：
{\displaystyle TF_{u}(M)\to {\mathfrak {o}}(2)}
また人がM上の位置uから無限小だけ歩いた場合は、歩いたことによる{\displaystyle (e_{x},e_{y})\in F_{u}(M)}の変化の速度ベクトルは{\displaystyle T_{u}F(M)}の元とみなせるが、その人は自分がユークリッド空間を歩いているのだと理解しているので、速度ベクトルを{\displaystyle \mathrm {Iso} (\mathbb {E} ^{2})}の無限小変換群（＝{\displaystyle \mathrm {Iso} (\mathbb {E} ^{2})}のリー代数）である{\displaystyle {\mathfrak {iso}}(\mathbb {E} ^{2})}の元であるとみなす。すなわち{\displaystyle T_{u}F(M)}の元を{\displaystyle {\mathfrak {iso}}(\mathbb {E} ^{2})}と対応付けて考える。
結局、ユークリッド幾何学をモデルとするカルタン幾何学とは、M上の{\displaystyle O(2)}-主バンドル{\displaystyle F(M)}で、ファイバーごとの線形写像
{\displaystyle \omega ~:~TF(M)\to {\mathfrak {iso}}(\mathbb {E} ^{2})}
を持ち、各{\displaystyle u\in M}に対し、uのファイバー{\displaystyle F_{u}(M)}の接バンドル{\displaystyle TF_{u}(M)}へのωの制限が
{\displaystyle \omega (TF_{u}(M))\in {\mathfrak {o}}(2)}
を満たすもので「性質の良いもの」（後述）である。

## 準備
本節ではカルタン幾何学の定式化に必要となる用語を定義する。

### 基本ベクトル場
Gをリー群とし、{\displaystyle {\mathfrak {g}}}をそのリー代数とし、さらにNをGが右から作用する多様体（例えばG-主バンドル{\displaystyle \pi ~:~P\to M}の全空間P）とする。
定義 (基本ベクトル場) ― リー代数の元{\displaystyle A\in {\mathfrak {g}}}と点{\displaystyle p\in N}に対し、
{\displaystyle {\underline {A}}_{p}:=\left.{\frac {d}{dt}}(p\cdot \mathrm {exp} (tA))\right|_{t=0}\in T_{p}N}
により、N上のベクトル場{\displaystyle {\underline {A}}}を定義する。{\displaystyle {\underline {A}}}をAに対応するNの基本ベクトル場（英: fundamental vector field on N associated to A）という。
なお、NがG-主バンドル{\displaystyle \pi ~:~P\to M}の全空間Pの場合には{\displaystyle {\underline {A}}_{p}}は垂直部分空間{\displaystyle {\mathcal {V}}_{p}}の元である事が容易に示せる。

### 随伴表現
定義 (リー群の随伴表現) ― Gをリー群とし{\displaystyle {\mathfrak {g}}}をそのリー代数とする。このとき、Gの線形表現
{\displaystyle \mathrm {Ad} ~:~G\to \mathrm {GL} ({\mathfrak {g}})}
を{\displaystyle g\in G}に対し、
{\displaystyle \mathrm {Ad} (g)~:~{\tfrac {dh}{dt}}(0)\in {\mathfrak {g}}\mapsto \left.{\tfrac {d}{dt}}gh(t)g^{-1}\right|_{t=0}\in {\mathfrak {g}}}
により定義し、AdをGの随伴表現（英: adjoint representation）という。
ここで{\displaystyle \mathrm {GL} ({\mathfrak {g}})}は{\displaystyle {\mathfrak {g}}}上の線形同型全体のなすリー群である。随伴表現の定義は{\displaystyle h(t)}の取り方によらずwell-defninedである。

### モーレー・カルタン形式
クライン幾何学の構造を調べる準備としてモーレー・カルタン形式を導入する。
定義 (モーレー・カルタン形式) ― Gをリー群とし、{\displaystyle {\mathfrak {g}}}をそのリー代数とするとき、Gの各点gに対しG上の{\displaystyle {\mathfrak {g}}}値1-形式{\displaystyle \omega ^{G}{}_{g}}を
{\displaystyle \omega ^{G}{}_{g}~:v\in ~T_{g}G\mapsto L_{g^{-1}}{}_{*}(v)\in {\mathfrak {g}}}
により定義し、ωGgをGのgにおけるモーレー・カルタン形式という。
ここで{\displaystyle L_{g^{-1}}{}_{*}}は群の左作用{\displaystyle L_{g^{-1}}~:~h\in G~~\mapsto g^{-1}h}が誘導する写像である。
モーレー・カルタン形式は以下を満たす：
定理 ― 　
- {\displaystyle (R_{g})^{*}\omega ^{G}=\mathrm {Ad} (g^{-1})\omega ^{G}}
- {\displaystyle d\omega ^{G}+{1 \over 2}[\omega ^{G},\omega ^{G}]=0}

ここで{\displaystyle [\cdot ,\cdot ]}は{\displaystyle {\mathfrak {g}}}上のリー括弧であり、{\displaystyle {\mathfrak {g}}}-値1-形式α、βに対し、{\displaystyle [\alpha ,\beta ](X,Y):=[\alpha (X),\beta (Y)]-[\alpha (Y),\beta (X)]}である。
上記の2式のうち下のものをモーレー・カルタンの方程式（英: Maurer-Cartan equation）、もしくはリー群Gの構造方程式（英: structure equation）という。

## 定義と基本概念

### 定義
リー群Gとその閉部分リー群の組{\displaystyle (G,H)}で{\displaystyle G/H}が連結になるものをクライン幾何学、もしくは（カルタン幾何学のモデルになるので）モデル幾何学（英: model geometry）という。
{\displaystyle (G,H)}をモデル幾何学とし、{\displaystyle {\mathfrak {g}}}、{\displaystyle {\mathfrak {h}}}をそれぞれG、Hのリー代数とする。
定義 (クライン幾何学によるカルタン幾何学の定義) ― 
多様体M上のタイプ{\displaystyle (G,H)}のカルタン幾何学（英: Cartan geomerty of type {\displaystyle (G,H)} over M）とは、M上のH-主バンドル{\displaystyle \pi ~:~P\to M}とP上の{\displaystyle {\mathfrak {g}}}-値1-形式
{\displaystyle \omega ~:~TP\to {\mathfrak {g}}}
の組{\displaystyle (\pi ,P,\omega )}で以下の性質を満たすものの事である：
1. 任意の{\displaystyle p\in P}に対し、{\displaystyle \omega ~:~T_{p}P{\overset {\sim }{\to }}{\mathfrak {g}}}は同型写像である。
2. 任意の{\displaystyle A\in {\mathfrak {h}}}に対し、{\displaystyle \omega ({\underline {A}})=A}
3. 任意の{\displaystyle h\in H}に対し、{\displaystyle R_{h}{}^{*}\omega =\mathrm {Ad} (h^{-1})\omega }

ωをH-主バンドル{\displaystyle \pi ~:~P\to M}のカルタン接続（英: Cartan connection）という。また紛れがなければMの事をカルタン幾何学という。
3つの条件の直観的な意味を説明する。
- 1つ目の条件は、{\displaystyle T_{p}P}と{\displaystyle {\mathfrak {g}}}が同一視できる事を意味しており、前述した直観的説明のように、モデルがユークリッド幾何学であれば、Mにいる人は、自分の近傍がユークリッド空間であるとみなしているので、人の動きの速度ベクトルの集合{\displaystyle T_{p}P}が、無限小変換全体{\displaystyle {\mathfrak {g}}={\mathfrak {iso}}(\mathbb {E} ^{2})}で記述可能である事を要請するのは自然である。
- ２つ目の条件は、各{\displaystyle u\in M}に対し、ωが同型写像{\displaystyle A\in {\mathfrak {h}}\mapsto {\underline {A}}\in T_{p}P_{p}}の逆写像である事を要請している。{\displaystyle {\underline {A}}}は{\displaystyle A\in {\mathfrak {h}}}が{\displaystyle P_{p}}に定める無限小変換なので、前述した直観的説明からこれは自然な要請である。なお、この２つ目の条件から特に直観的説明のところで登場した以下の要件が従う：
{\displaystyle \omega (TP_{u})\in {\mathfrak {h}}}
- ３つ目の条件は、前述した直観的説明から{\displaystyle u\in M}にいる人は自分の近傍がモデル幾何学{\displaystyle (G,H)}に似ているとみなしているので、{\displaystyle h\in H}を右から乗じれば、{\displaystyle {\mathfrak {g}}=T_{e}G}の元は{\displaystyle T_{h}G}に移動してしまうので、左からも{\displaystyle h^{-1}}を乗じて{\displaystyle {\mathfrak {g}}=T_{e}G}に戻す随伴表現{\displaystyle \mathrm {Ad} (h^{-1})}を作用させたものと等しくなる事を要請する。

なお、{\displaystyle \omega ~:~T_{p}P{\overset {\sim }{\to }}{\mathfrak {g}}}は同型なので、M上定義できるカルタン幾何学には
{\displaystyle \dim {\mathfrak {g}}=\dim {\mathfrak {h}}+\dim M}
という制約が課せられる事になる。

### 主接続との関係
カルタン接続の定義は主バンドルの接続（主接続）の接続形式の定義とよく似ているが、両者は似て非なる概念であり、H-主バンドルの主接続の接続形式はHのリー代数{\displaystyle {\mathfrak {h}}}に値を取るが、カルタン接続はGのリー代数{\displaystyle {\mathfrak {g}}}に値を取っている。しかし、{\displaystyle (\pi ,P,\omega )}を{\displaystyle (G,H)}をモデル幾何学とする多様体M上のカルタン幾何学とするとき、H-主バンドル{\displaystyle \pi ~:~P\to M}上定義されたカルタン接続{\displaystyle \omega ~:~TP\to {\mathfrak {g}}}は、自然に
{\displaystyle Q:=P\times _{H}G\to M}
というG-主バンドル上の{\displaystyle {\mathfrak {g}}}-値1-形式
{\displaystyle {\bar {\omega }}~:~TQ\to {\mathfrak {g}}}
に拡張する事ができ、{\displaystyle {\bar {\omega }}}はG-主バンドル{\displaystyle Q\to M}の接続形式である。逆に{\displaystyle Q\to M}を任意のG-主バンドルとし、{\displaystyle {\bar {\omega }}}をQ上定義された接続形式とするとき、{\displaystyle Q\to M}のH-部分バンドル{\displaystyle \varphi ~:~P\to Q}で{\displaystyle \varphi _{*}(TP)\cap \ker \omega =\{0\}}であり、しかも{\displaystyle \dim G=\dim P}であればωのTPへの制限はP上のカルタン接続になる。
なお、モデル幾何学が「簡約可能」という条件を満たす場合は、上記のものとは別の形の関係性をカルタン接続と主接続は満たす。詳細は後述する。

### 無限小クライン幾何学による定式化
定義から分かるように、カルタン幾何学の定義は{\displaystyle {\mathfrak {g}}}、{\displaystyle {\mathfrak {h}}}、およびHには依存しているが、Gには直接依存していない。これは{\displaystyle {\mathfrak {g}}}、{\displaystyle {\mathfrak {h}}}、およびHはM上のカルタン幾何学の局所的な構造を定めるのに対し、Gはクライン幾何学{\displaystyle (G,H)}の大域的な構造を定めるものであるため、Gが不要である事による。
リー代数{\displaystyle {\mathfrak {g}}}に対応するリー群Gは一意ではなく、これが原因で大域的な構造を定めるGはカルタン幾何学の定義に必須でないばかりか、一部の定理ではGを（{\displaystyle {\mathfrak {g}}}に対応する）別のリー群に取り替える必要が生じてしまう。
そこでGに直接言及せず、{\displaystyle ({\mathfrak {g}},{\mathfrak {h}})}を使ったカルタン幾何学の定式化も導入する。そのために以下の定義をする：
定義 ― リー代数{\displaystyle {\mathfrak {g}}}とその部分リー代数{\displaystyle {\mathfrak {h}}}の組{\displaystyle ({\mathfrak {g}},{\mathfrak {h}})}を無限小クライン幾何学（英: infinitesimal Klein geometry）もしくはクライン対（英: Klein pair）という。
Hを{\displaystyle {\mathfrak {h}}}をリー代数
とするリー群とし、さらに
{\displaystyle \mathrm {Ad} ~:~H\to \mathrm {GL} _{\mathrm {Lie} }({\mathfrak {g}})}
をHの線形表現で、任意の{\displaystyle h\in H}に対し、{\displaystyle \mathrm {Ad} (h)}の{\displaystyle {\mathfrak {h}}}への制限{\displaystyle \mathrm {Ad} (h)|_{\mathfrak {h}}}がHの{\displaystyle {\mathfrak {h}}}への随伴表現{\displaystyle \mathrm {Ad} _{\mathfrak {h}}}と等しいものとする。ここで{\displaystyle \mathrm {GL} _{\mathrm {Lie} }({\mathfrak {g}})}は{\displaystyle {\mathfrak {g}}}上のリー代数としての自己同型全体の集合である。
このとき、組{\displaystyle ({\mathfrak {g}},{\mathfrak {h}},H,\mathrm {Ad} )}をモデル幾何学という。
以下、特に断りがなければ、{\displaystyle ({\mathfrak {g}},{\mathfrak {h}})}が効果的である事を仮定する。ここで{\displaystyle ({\mathfrak {g}},{\mathfrak {h}})}が効果的であるとは、{\displaystyle {\mathfrak {h}}}に含まれる{\displaystyle {\mathfrak {g}}}のイデアルが{\displaystyle \{0\}}のみである事を意味する。G、Hを{\displaystyle {\mathfrak {g}}}、{\displaystyle {\mathfrak {h}}}に対応するリー群とすると、{\displaystyle ({\mathfrak {g}},{\mathfrak {h}})}が効果的である事は、{\displaystyle X=G/H}、{\displaystyle K:=\{g\in G\mid \forall x\in X~:~gx=x\}}とするとき、Kが離散群になる事と同値である。
定義 (無限小クライン幾何学によるカルタン幾何学の定義) ― 
Mを多様体とし、{\displaystyle ({\mathfrak {g}},{\mathfrak {h}},H,\mathrm {Ad} )}をモデル幾何学とし、
- {\displaystyle \pi ~:~P\to M}をH-主バンドルとし、
- ωをクライン幾何学によるカルタン幾何学の定義の条件を満たすP上の{\displaystyle {\mathfrak {g}}}-値1-形式とする。

このとき、組{\displaystyle (\pi ,P,\omega )}をHを伴う{\displaystyle ({\mathfrak {g}},{\mathfrak {h}})}をモデルとするM上のカルタン幾何学（英: Cartan geometry on M modeled on {\displaystyle ({\mathfrak {g}},{\mathfrak {h}})} with H）という。

### カルタン幾何学としてのクライン幾何学
本節ではカルタン幾何学の最も簡単な例として、クライン幾何学のカルタン幾何学としての構造を調べる。{\displaystyle (G,H)}をクライン幾何学とし、{\displaystyle M=G/H}とし、{\displaystyle u_{0}=[e]}とする。ここで{\displaystyle [e]}はGの単位元eの同値類である。このとき
{\displaystyle \pi ~:~g\in G\mapsto gu_{0}\in M}
は自然にH-主バンドルとみなせる。G上のモーレー・カルタン形式{\displaystyle \omega ^{G}}がカルタン接続の定義を満たす事を示せるので、{\displaystyle (\pi ,G,\mu )}は{\displaystyle (G,H)}をモデルとするカルタン幾何学になる。

#### 局所クライン幾何学とその上のカルタン幾何学
リー群Gとその閉部分リー群の組{\displaystyle (G,H)}を考える。Gの離散部分群{\displaystyle \Gamma }で、{\displaystyle G/H}へのGからの作用{\displaystyle G\curvearrowright G/H}の{\displaystyle \Gamma }への制限{\displaystyle \Gamma \curvearrowright G/H}が効果的なものを考える（{\displaystyle \Gamma \curvearrowright G/H}が効果的な事は{\displaystyle \Gamma \cap H=\{e\}}である事と同値である）。このとき、{\displaystyle \Gamma \curvearrowright G/H}による商集合{\displaystyle M=\Gamma \backslash G/H}を考える。Mが連結なとき、{\displaystyle (G,H,\Gamma )}を局所クライン幾何学（英: locally Klein geometry）という。
局所クライン幾何学M上に以下のようにカルタン幾何学を定義できる。まず{\displaystyle \Gamma \curvearrowright G/H}が効果的なので{\displaystyle P=\Gamma \backslash G}とすると、商写像
{\displaystyle \pi ~:~P=\Gamma \backslash G\to M=\Gamma \backslash G/H}
には自然にH-主バンドルの構造が入る。またG上のモーレー・カルタン形式{\displaystyle \omega ^{G}}はその定義より左不変なので、商写像{\displaystyle q~:~G\to \Gamma \backslash G}に対し
{\displaystyle \pi ^{*}(\omega ^{\Gamma \backslash G})=\omega ^{G}}
を満たす一意な{\displaystyle {\mathfrak {g}}}-値1-形式を{\displaystyle \omega ^{\Gamma \backslash G}}とする事で、{\displaystyle P=\Gamma \backslash G}にカルタン接続{\displaystyle \omega ^{\Gamma \backslash G}}がwell-definedされ、{\displaystyle M=\Gamma \backslash G/H}上に{\displaystyle (G,H)}をモデルとするカルタン幾何学{\displaystyle (\pi ,P,\omega ^{\Gamma \backslash G})}が定義できる。

### カルタン幾何学の（局所）幾何学的同型
２つのカルタン幾何学の間の（局所的および大域的な）同型概念を以下のように定義する：
定義 ― {\displaystyle ({\mathfrak {g}},{\mathfrak {h}},H,\mathrm {Ad} )}をモデル幾何学とし、M1、M2を多様体とし、{\displaystyle (\pi _{1},P_{1},\omega _{1})}、{\displaystyle (\pi _{2},P_{2},\omega _{2})}をそれぞれ{\displaystyle ({\mathfrak {g}},{\mathfrak {h}},H,\mathrm {Ad} )}をモデル幾何学とするM1、M2上のカルタン幾何学とする。
バンドル写像
{\displaystyle (f,{\tilde {f}})~:~(M_{1},P_{1})\to (M_{2},P_{2})}
で{\displaystyle f~:~M_{1}\to M_{2}}がはめ込みであり、{\displaystyle {\tilde {f}}~:~{\tilde {M}}_{1}\to {\tilde {M}}_{2}}による{\displaystyle \omega _{2}}の引き戻しが
{\displaystyle f^{*}(\omega _{2})=\omega _{1}}
となるものをカルタン幾何学間の局所幾何学的同型（英: local geometric isomorphism）という。とくにfが（可微分）同相写像であれば、{\displaystyle (f,{\tilde {f}})}を幾何学的同型（英: geometric isomorphism）という。

### 定数ベクトル場と普遍共変微分
任意の{\displaystyle p\in P}に対して{\displaystyle \omega ~:~T_{p}P{\overset {\sim }{\to }}{\mathfrak {g}}}は同型写像であるので、TPはωにより
{\displaystyle TP\approx P\times {\mathfrak {g}}}
という同一視ができ、TPはベクトルバンドルとして自明である。
よって特に{\displaystyle A\in {\mathfrak {g}}}を各{\displaystyle p\in P}に対してωの逆写像でTpPに移すことで、TP上のベクトル場を作る事ができる。
定義 (定数ベクトル場) ― {\displaystyle A\in {\mathfrak {g}}}に対し、{\displaystyle \omega ^{-1}(A)}を各点{\displaystyle p\in P}に{\displaystyle \omega ^{-1}{}_{p}(A)\in T_{p}P}を対応させるベクトル場とする。
このベクトル場を定数ベクトル場（英: constant vector field）という。
定数ベクトル場を用いると、以下の「普遍共変微分」を定義できる：
定義 (普遍共変微分) ― 
Vをベクトル空間とし、{\displaystyle f~:~P\to V}を（滑らかな）写像とする。このとき、fにベクトル場{\displaystyle \omega ^{-1}(A)}（は接ベクトル空間の元なので自然に微分作用素とみなしたもの）を作用させた
{\displaystyle D_{A}f:=\omega ^{-1}(A)f}
をfのAによる普遍共変微分（英: universal covariant derivative）という。
モデル幾何学が「簡約可能」という条件を満たす場合は、普遍共変微分は通常の共変微分を導く。これについては後述。

### 接バンドル
本節ではカルタン幾何学が定義された多様体の接バンドルの構造を調べる。そのために以下の定義をする。
{\displaystyle (\pi ,P,\omega )}を{\displaystyle ({\mathfrak {g}},{\mathfrak {h}},H,\mathrm {Ad} )}をモデル幾何学とするM上のカルタン幾何学とする。{\displaystyle \mathrm {Ad} }はHの{\displaystyle {\mathfrak {g}}}への作用を定義するが、{\displaystyle \mathrm {Ad} }の{\displaystyle {\mathfrak {h}}}への制限は{\displaystyle {\mathfrak {h}}}上の随伴表現である（ので{\displaystyle \mathrm {Ad} }は{\displaystyle {\mathfrak {h}}}を保つ）ことから、{\displaystyle \mathrm {Ad} }はHの{\displaystyle {\mathfrak {g}}/{\mathfrak {h}}}への作用を誘導する。またHはH-主バンドルPに作用していたので、これの作用により、ベクトルバンドル
{\displaystyle P\times _{H,\mathrm {Ad} }{\mathfrak {g}}/{\mathfrak {h}}}
を定義できる。実はこのベクトルバンドルは接バンドルと同型である：
定理 (接バンドルと無限小クライン幾何学の関係) ― ベクトルバンドルとしての同型
{\displaystyle P\times _{H,\mathrm {Ad} }{\mathfrak {g}}/{\mathfrak {h}}\approx TM}
が成立する。
具体的には写像
{\displaystyle [(p,[A])]\in P\times _{H,\mathrm {Ad} }{\mathfrak {g}}/{\mathfrak {h}}\mapsto \pi _{*}(\omega _{p}{}^{-1}(A))\in TM}
はwell-definedであり、ベクトルバンドルとしての同型写像である。ここで{\displaystyle \omega _{p}{}^{-1}(A)}は同型写像{\displaystyle \omega _{p}~:~T_{p}P{\overset {\sim }{\to }}{\mathfrak {g}}}の逆写像{\displaystyle \omega _{p}{}^{-1}}で{\displaystyle A\in {\mathfrak {g}}}を{\displaystyle T_{p}P}に移したものである。

### 曲率

#### 定義
クライン幾何学をカルタン幾何学とみなした場合、カルタン接続はモーレー・カルタン形式ωGと等しいので、カルタン接続は構造方程式
{\displaystyle d\omega ^{G}+{1 \over 2}[\omega ^{G},\omega ^{G}]=0}
を満たすが、一般のカルタン幾何学は構造方程式を満たすとは限らない。そこで以下の量を考える：
定義 (曲率) ― 
カルタン接続ωを持つ多様体M上のカルタン幾何学{\displaystyle (\pi ,P,\omega )}に対し、P上の{\displaystyle {\mathfrak {g}}}-値2-形式
{\displaystyle \Omega :=d\omega +{1 \over 2}[\omega ,\omega ]}
をカルタン幾何学{\displaystyle (\pi ,P,\omega )}の曲率（英: curvature）という。
Ωは（局所）クライン幾何学からのズレを表す量であると解釈でき、明らかにクライン幾何学や局所クライン幾何学の曲率は恒等的に0である。

曲率は以下を満たす：
定理 (カルタン接続のビアンキ恒等式) ― カルタン接続ωとその曲率Ωは下記の恒等式（ビアンキ恒等式、英: Bianchi identity）を満たす：
{\displaystyle d\Omega =[\Omega ,\omega ]}

点{\displaystyle u\in M}のファイバーPuにはHが単純推移的に作用するので、{\displaystyle p\in P_{u}}をfixして、{\displaystyle h\in H\mapsto ph\in P_{u}}によりHとPuを同一視すると、TPu上にモーレー・カルタン形式ωHが定義できる。しかもωHは{\displaystyle p\in P_{u}}の取り方に依存しないことも容易に証明できる。実は曲率のPuへの制限はωHに一致する。
定理 ― 任意の{\displaystyle u\in M}に対し、曲率ΩのTPuへの制限はTPu上のωHに一致する。よって特に、任意の{\displaystyle v,w\in T_{p}P_{u}}に対し、{\displaystyle \Omega _{p}(v,w)=0}である。
なお、実はv、wの少なくとも一方がTpPuに属していれば、{\displaystyle \Omega _{p}(v,w)=0}である事が知られている。よって特に次が成立する：
定理 ― M上の{\displaystyle {\mathfrak {g}}}-値2-形式Ω'が存在し、任意の{\displaystyle p\in P}と任意の{\displaystyle v,w\in T_{p}P_{u}}に対し、以下が成立する：
{\displaystyle \Omega _{p}(v,w)=\Omega '(\pi _{*}(v),\pi _{*}(w))}
このΩ'は次節で導入する曲率関数を用いる事で具体的に記述できる。

#### 曲率関数
{\displaystyle \omega _{p}T_{p}P{\overset {\sim }{\to }}{\mathfrak {g}}}が同型写像であったことから、写像の合成
{\displaystyle \wedge ^{2}{\mathfrak {g}}{\overset {\sim }{\to }}\wedge ^{2}T_{p}P{\overset {\Omega }{\to }}{\mathfrak {g}}}
を定義できる。またすでに述べたようにv、wの少なくとも一方がTpPuに属していれば、{\displaystyle \Omega _{p}(v,w)=0}である事が知られている事から、この写像は{\displaystyle \wedge ^{2}{\mathfrak {g}}/{\mathfrak {h}}}上の写像をwell-definedに誘導する。
定義 ― 
{\displaystyle \wedge ^{2}{\mathfrak {g}}{\overset {\sim }{\to }}\wedge ^{2}T_{p}P{\overset {\Omega }{\to }}{\mathfrak {g}}}が{\displaystyle \wedge ^{2}{\mathfrak {g}}/{\mathfrak {h}}}上に誘導する写像
{\displaystyle K_{p}~:~\wedge ^{2}{\mathfrak {g}}/{\mathfrak {h}}\to {\mathfrak {g}}}
をカルタン幾何学{\displaystyle (\pi ,P,\omega )}の曲率関数（英: curvature function）という。
曲率{\displaystyle \Omega ~:~\wedge ^{2}T_{p}P\approx \wedge ^{2}{\mathfrak {g}}\to {\mathfrak {g}}}がM上の{\displaystyle {\mathfrak {g}}}-値2-形式Ω'を誘導する事を前に見た。このΩ'は曲率関数を使って以下のように書き表す事ができる。
{\displaystyle {\begin{array}{cccccc}\Omega ~:~&\bigwedge ^{2}T_{p}P&\approx &\bigwedge ^{2}{\mathfrak {g}}&\to &{\mathfrak {g}}\\&\pi _{*}\downarrow &\circlearrowright &\downarrow &\circlearrowright &||\\\Omega '~:~&\bigwedge ^{2}T_{\pi (p)}M&\approx &\bigwedge ^{2}{\mathfrak {g}}/{\mathfrak {h}}&{\overset {K_{p}}{\to }}&{\mathfrak {g}}\end{array}}}

#### 捩率
さらに以下の定義をする：
定義 (捩率) ― 
曲率Ωを商写像
{\displaystyle \rho ~:~{\mathfrak {g}}\to {\mathfrak {g}}/{\mathfrak {h}}}
と合成した{\displaystyle \rho (\Omega )}はP上の{\displaystyle {\mathfrak {g}}/{\mathfrak {h}}}-値2-形式となる。{\displaystyle \tau :=\rho (\Omega )}をカルタン幾何学{\displaystyle (\pi ,P,\omega )}の捩率（英: torsion）といい、{\displaystyle \tau }がP上恒等的に0になるカルタン幾何学{\displaystyle (\pi ,P,\omega )}を捩れなし（英: torsion free）であるという。
モデル幾何学がアフィン幾何学である場合は、この捩率はアフィン接続の捩率テンソルに一致する。詳細は後述。

### 標準形式
本節の目標は、商写像
{\displaystyle \rho ~:~{\mathfrak {g}}\to {\mathfrak {g}}/{\mathfrak {h}}}
とカルタン接続の合成{\displaystyle \rho \circ \omega }の幾何学的意味を説明する事である。
まず、{\displaystyle \rho \circ \omega }は以下のように特徴づける事ができる：
定理 ({\displaystyle \rho \circ \omega }の特徴づけ) ― {\displaystyle \rho \circ \omega }は下記を可換にする唯一の写像である：
{\displaystyle {\begin{array}{ccc}T_{p}P&{\overset {\omega }{\overset {\sim }{\to }}}&{\mathfrak {g}}\\\pi _{*}\downarrow &&\rho \downarrow \\T_{\pi (p)}M&{\overset {\varphi _{p}{}^{-1}}{\overset {\sim }{\to }}}&{\mathfrak {g}}/{\mathfrak {h}}\end{array}}}
ここで{\displaystyle \varphi _{p}}は{\displaystyle [A]\in {\mathfrak {g}}/{\mathfrak {h}}}に{\displaystyle [(p,[A])]\in P\times _{H,\mathrm {Ad} }{\mathfrak {g}}/{\mathfrak {h}}\approx T_{\pi (p)}M}を対応させる写像である。

上記の特徴付けから、{\displaystyle \rho \circ \omega }の幾何学的意味は同型{\displaystyle P\times _{H}{\mathfrak {g}}/{\mathfrak {h}}{\overset {\sim }{\to }}TM}に関係しているので、この同型の幾何学的意味を見る。{\displaystyle {\mathfrak {g}}/{\mathfrak {h}}}にベクトル空間としての基底{\displaystyle e_{1},\ldots ,e_{m}}をfixし、同型
{\displaystyle P\times _{H,\mathrm {Ad} }{\mathfrak {g}}/{\mathfrak {h}}{\overset {\sim }{\to }}TM}
による{\displaystyle [p,e_{i}]}の像を{\displaystyle e_{i}^{p}}とすると、{\displaystyle e^{p}:=(e_{1}^{p},\ldots ,e_{m}^{p})}は{\displaystyle T_{\pi (p)}M}の基底をなす。
よって特に、{\displaystyle F:=\{e^{p}\mid p\in P\}}とすると、FはM上のフレームバンドル（＝各点のファイバーがTMの基底からなるバンドル）になる。
一般には対応
{\displaystyle p\in P\mapsto e^{p}\in F}

は全単射ではないが、{\displaystyle P\times _{H,\mathrm {Ad} }{\mathfrak {g}}/{\mathfrak {h}}}の定義から、カルタン幾何学が下記の意味で「一階」であれば、この写像は全単射になる：
定義 ― 
随伴表現
{\displaystyle \mathrm {Ad} ~:~H\to \mathrm {GL} ({\mathfrak {g}}/{\mathfrak {h}})}
が忠実なとき、クライン幾何学{\displaystyle (G,H)}（および{\displaystyle (G,H)}をモデルに持つカルタン幾何学）は一階（英: first order）であるといい、そうでないとき高階（英: higher order）であるという。

以上の準備のもと、{\displaystyle \rho \circ \omega }を幾何学的に意味付ける：
定理 ({\displaystyle \rho \circ \omega }の解釈) ― 記号を上と同様に取り、カルタン幾何学{\displaystyle (\pi ,P,\omega )}が一階であるとする。このとき、{\displaystyle {\mathfrak {g}}/{\mathfrak {h}}}の基底{\displaystyle e_{1},\ldots ,e_{m}}で{\displaystyle {\mathfrak {g}}/{\mathfrak {h}}\approx \mathbb {R} ^{m}}という同一視を行うと、{\displaystyle v\in T_{p}P\approx T_{e^{p}}F}に対し、
{\displaystyle \rho \circ \omega (v)\in {\mathfrak {g}}/{\mathfrak {h}}\approx \mathbb {R} ^{m}}
は基底{\displaystyle e^{p}=(e_{1}^{p},\ldots ,e_{m}^{p})}で{\displaystyle \pi (v)}を成分表示したときの係数{\displaystyle {}^{t}(v^{1},\ldots ,v^{m})\in \mathbb {R} ^{m}}を対応させる{\displaystyle \mathbb {R} ^{m}}値1-形式であるとみなせる。
上記のような、{\displaystyle v\in T_{e}F}に{\displaystyle \pi _{*}(v)=v^{i}e_{i}}となる{\displaystyle {}^{t}(v^{1},\ldots ,v^{m})}を対応させる{\displaystyle \mathbb {R} ^{m}}-値1-形式をフレームバンドル上の標準形式（英: canonical form）という。上述の定理はカルタン幾何学が一階であれば{\displaystyle \rho \circ \omega }は標準形式として意味づけられる事を保証する。

## 簡約可能なモデル幾何学に対するカルタン幾何学
本節ではモデル幾何学{\displaystyle ({\mathfrak {g}},{\mathfrak {h}},H,\mathrm {Ad} )}が「簡約可能」という性質を満たす場合にが対するカルタン幾何学の性質を見る。具体的にはモデル幾何学がユークリッド幾何学やアフィン幾何学の場合には簡約可能になる。

### 定義
まず簡約可能性を定義する：
定義 ― 
モデル幾何学{\displaystyle ({\mathfrak {g}},{\mathfrak {h}},H,\mathrm {Ad} )}が簡約可能（英: reductive）であるとは、作用{\displaystyle H{\overset {\mathrm {Ad} }{\curvearrowright }}{\mathfrak {g}}}により不変な部分ベクトル空間{\displaystyle {\mathfrak {b}}\subset {\mathfrak {g}}}が存在し、{\displaystyle {\mathfrak {h}}\cap {\mathfrak {b}}=\{0\}}、{\displaystyle {\mathfrak {h}}\oplus {\mathfrak {b}}={\mathfrak {g}}}を満たす事を言う。
なお、{\displaystyle {\mathfrak {b}}}の取り方は一意とは限らないので注意されたい。
Gが2つのリー群の半直積{\displaystyle G=H\ltimes B}で書けている場合は、G、Hに対応するモデル幾何学{\displaystyle ({\mathfrak {g}},{\mathfrak {h}},H,\mathrm {Ad} )}は、Bのリー代数を{\displaystyle {\mathfrak {b}}}として選ぶ事で簡約可能である。
よって特にユークリッド幾何学の等長変換群{\displaystyle \mathrm {Iso} (\mathbb {E} ^{m})}は直交群{\displaystyle O(m)}と平行移動のなす群の半直積で書けるので対応するモデル幾何学は簡約可能である。アフィン幾何学も同様である。

### カルタン接続の分解
{\displaystyle (\pi ,P,\omega )}を{\displaystyle ({\mathfrak {g}},{\mathfrak {h}},H,\mathrm {Ad} )}をモデル幾何学にする多様体M上のカルタン幾何学とする。モデル幾何学{\displaystyle ({\mathfrak {g}},{\mathfrak {h}},H,\mathrm {Ad} )}が、{\displaystyle {\mathfrak {h}}\oplus {\mathfrak {b}}={\mathfrak {g}}}と簡約可能なとき、{\displaystyle {\mathfrak {g}}}の元は{\displaystyle {\mathfrak {h}}}の元と{\displaystyle {\mathfrak {b}}}の元の和で一意に表現できるので、カルタン接続{\displaystyle \omega ~:~TP\to {\mathfrak {g}}}も
{\displaystyle \omega =\omega _{\mathfrak {h}}+\omega _{\mathfrak {b}}}
のように「{\displaystyle {\mathfrak {h}}}部分」と「{\displaystyle {\mathfrak {b}}}部分」の和で書ける。この分解を用いると、カルタン接続と主接続の接続形式との関係性を以下のように記述できる：
定理 (簡約可能な場合のカルタン接続と接続形式の関係) ― {\displaystyle ({\mathfrak {g}},{\mathfrak {h}},H,\mathrm {Ad} )}を{\displaystyle {\mathfrak {h}}\oplus {\mathfrak {b}}={\mathfrak {g}}}と簡約可能なモデル幾何学とし、Mを多様体とし、{\displaystyle \pi ~:~P\to M}をH-主バンドルとする。
このときP上のカルタン接続ωを{\displaystyle \omega =\omega _{\mathfrak {h}}+\omega _{\mathfrak {b}}}と分解すると、
{\displaystyle \omega _{\mathfrak {h}}}はP上の主接続の接続形式の定義を満たす。
したがって、簡約可能なモデル幾何学の場合にはカルタン接続から主接続の接続形式{\displaystyle {\mathfrak {h}}}が得られることになる。
一方、{\displaystyle \omega _{\mathfrak {b}}}は
{\displaystyle {\mathfrak {b}}\subset {\mathfrak {g}}{\overset {\rho }{\to }}{\mathfrak {g}}/{\mathfrak {h}}}
により{\displaystyle {\mathfrak {b}}}を{\displaystyle {\mathfrak {g}}/{\mathfrak {h}}}と同一視すると、{\displaystyle \omega _{\mathfrak {b}}}は{\displaystyle \rho \circ \omega }と同一視でき、前述のように（カルタン幾何学が一階であれば）{\displaystyle \rho \circ \omega }は標準形式であるとみなせる。
したがって分解{\displaystyle \omega =\omega _{\mathrm {h} }+\omega _{\mathrm {b} }}はカルタン接続{\displaystyle \omega }を接続形式{\displaystyle {\mathfrak {h}}}と標準形式{\displaystyle {\mathfrak {b}}}に分解するものであるが、実は逆に接続形式と標準形式からカルタン接続を復元できる：
定理 (一階で簡約可能な場合における接続形式からカルタン接続の再現) ― {\displaystyle (G,H)}を一階のクライン幾何学で対応するリー代数の組{\displaystyle ({\mathfrak {g}},{\mathfrak {h}})}が{\displaystyle {\mathfrak {h}}\oplus {\mathfrak {b}}={\mathfrak {g}}}と簡約可能なものとする。Mを多様体とし、{\displaystyle \pi ~:~P\to M}をTMの主バンドルとし、PをH-フレームバンドルFと前述の方法で同一視する。
さらにγをP=F上の接続形式とし、θをFの標準形式とする。
このとき、
{\displaystyle \omega _{p}~:~v\in T_{p}P\mapsto \gamma (v_{p})+\theta (v_{p})\in {\mathfrak {h}}\oplus ({\mathfrak {g}}/{\mathfrak {h}})\approx {\mathfrak {h}}\oplus {\mathfrak {b}}={\mathfrak {g}}}
はP=F上のカルタン接続の公理を満たす。
前述した、カルタン接続から接続形式と標準形式とに分解する定理とは丁度「逆写像」の関係にあり、簡約可能で一階の場合はカルタン接続は接続形式と標準形式との組と1対1に対応する。

### Koszul接続
モデル幾何学が簡約可能である場合、上述したようにカルタン接続ωから定義される{\displaystyle \omega _{\mathfrak {h}}}はH-主バンドルPの接続形式になる。ベクトル空間V上のHの線形表現{\displaystyle \gamma ~:~H\to \mathrm {GL} (V)}があれば、ベクトルバンドルとしての接続（Koszul接続）の一般論から、接続形式{\displaystyle \omega _{\mathfrak {h}}}はM上のベクトルバンドル{\displaystyle E:=P\times _{H,\gamma }V}にKoszul接続を定める。
よって特に、接バンドルは
{\displaystyle TM\approx P\times _{H,\mathrm {Ad} }{\mathfrak {g}}/{\mathfrak {h}}}
と書けたので、{\displaystyle \omega _{\mathfrak {h}}}はTM上のKoszul接続、すなわちアフィン接続∇を定める。
このことから分かるようにモデル幾何学がアフィン幾何学でなくても、簡約可能でありさえすればアフィン接続を誘導する。
しかし特にモデル幾何学がアフィン幾何学であれば、アフィン変換群Gの{\displaystyle {\mathfrak {g}}/{\mathfrak {h}}}上の随伴表現は{\displaystyle {\mathfrak {g}}/{\mathfrak {h}}}上のアフィン変換になる事を示す事ができ、この意味において{\displaystyle TM\approx P\times _{H,\mathrm {Ad} }{\mathfrak {g}}/{\mathfrak {h}}}はアフィン空間{\displaystyle {\mathfrak {g}}/{\mathfrak {h}}}のバンドルとなる。後述するように、この事実が例えばモデルがユークリッド幾何学の場合には重要になる。

#### 普遍共変微分との関係
{\displaystyle \gamma ~:~H\to \mathrm {GL} (V)}をベクトル空間V上のHの線形表現とし、{\displaystyle \omega _{\mathfrak {h}}}がM上のベクトルバンドル{\displaystyle E:=P\times _{H,\gamma }V}に定めるKoszul接続を∇とする。
Eの切断sと{\displaystyle p\in P}に対し、{\displaystyle s_{\pi (p)}=[p,f_{s}(p)]\in P\times _{H,\gamma }V=E}となる{\displaystyle f_{s}(p)}が一意に存在し、fsはPからVへの関数{\displaystyle f_{s}~:~P\to V}とみなせる。
定理 ― M上の任意のベクトル場{\displaystyle X}とEの任意の切断sに対し、以下が成立する：
{\displaystyle f_{\nabla {}_{X}s}=D_{\omega _{\mathfrak {b}}({\tilde {X}})}f_{s}}
ここで{\displaystyle {\tilde {X}}}は{\displaystyle \pi _{*}({\tilde {X}})=X}となるPの接ベクトルである
。
上記のように{\displaystyle D_{\omega _{\mathfrak {b}}({\tilde {X}})}f_{s}}はKoszul接続{\displaystyle \nabla {}_{X}s}と関係するが、それに対し{\displaystyle D_{\omega _{\mathfrak {h}}({\tilde {X}})}f_{s}}の方は自明なものになってしまう：
定理 ― M上の任意のベクトル場{\displaystyle X}とEの任意の切断sに対し、以下が成立する：
{\displaystyle D_{\omega _{\mathfrak {h}}({\tilde {X}})}f_{s}=-\gamma _{*}(\omega _{\mathfrak {h}}({\tilde {X}}))f_{s}}
ここでγ*はEを定義する線形表現{\displaystyle \gamma ~:~H\to \mathrm {GL} (V)}が誘導する写像{\displaystyle \gamma _{*}~:~{\mathfrak {h}}\to \{V}上の線形写像{\displaystyle \}}である。

### 曲率の分解
本節ではモデル幾何学{\displaystyle ({\mathfrak {g}},{\mathfrak {h}},H,\mathrm {Ad} )}が{\displaystyle {\mathfrak {g}}={\mathfrak {h}}+{\mathfrak {b}}}と簡約可能でしかも
{\displaystyle [{\mathfrak {b}},{\mathfrak {b}}]\subset {\mathfrak {b}}}
となっている場合、すなわち{\displaystyle {\mathfrak {b}}}として{\displaystyle {\mathfrak {g}}}の部分リー代数になっているものを取れる場合に対し、曲率の「{\displaystyle {\mathfrak {h}}}部分」と「{\displaystyle {\mathfrak {b}}}部分」を具体的に書き表す。
先に進む前にこの条件を満たすモデル幾何学の具体例を述べる。例えば{\displaystyle {\mathfrak {g}}}に対応するリー群Gが2つのリー群の半直積{\displaystyle G=H\ltimes B}で書けている場合に、{\displaystyle {\mathfrak {b}}}としてBのリー代数を取れば上述の条件を満たす。特に、モデル幾何学がアフィン幾何学である場合は、アフィン変換群{\displaystyle \mathrm {Aff} _{m}}は線形変換{\displaystyle \mathrm {GL} _{m}(\mathbb {R} )}と平行移動のなす群{\displaystyle B=\mathbb {R} ^{m}}の半直積で書け、しかも{\displaystyle {\mathfrak {b}}}をBのリー代数とすると、
{\displaystyle [{\mathfrak {b}},{\mathfrak {b}}]=\{0\}}
というより強い条件が成立する。モデル幾何学がユークリッド幾何学の場合も同様である。
曲率Ωは{\displaystyle {\mathfrak {g}}={\mathfrak {h}}+{\mathfrak {b}}}に値を取るので、曲率を
{\displaystyle \Omega =\Omega _{\mathfrak {h}}+\Omega _{\mathfrak {b}}}
と「{\displaystyle {\mathfrak {h}}}部分」{\displaystyle \Omega _{\mathfrak {h}}}と「{\displaystyle {\mathfrak {b}}}部分」{\displaystyle \Omega _{\mathfrak {b}}}に分解する。商写像{\displaystyle {\mathfrak {b}}\subset {\mathfrak {g}}{\overset {\rho }{\to }}{\mathfrak {g}}/{\mathfrak {h}}}が同型になることから、{\displaystyle {\mathfrak {b}}\approx {\mathfrak {g}}/{\mathfrak {h}}}という同一視をすると、
{\displaystyle \Omega _{\mathfrak {b}}\approx \rho (\Omega )=\tau }
と{\displaystyle \Omega _{\mathfrak {b}}}がカルタン幾何学の捩率{\displaystyle \tau =\rho (\Omega )}に対応する事が分かる。
とくにアフィン幾何学をモデルとするカルタン幾何学の場合、{\displaystyle {\mathfrak {b}}}はアフィン変換群{\displaystyle \mathrm {Aff} _{m}=\mathrm {GL} _{m}(\mathbb {R} )\ltimes \mathbb {R} ^{m}}の並進部分である{\displaystyle \mathbb {R} ^{m}}に対応するリー代数であるので、アフィン幾何学をモデルとする場合、捩率とは並進に関する曲率であるとみなせる。

#### 構造方程式
曲率の定義から、
{\displaystyle \Omega =d\omega +{1 \over 2}[\omega ,\omega ]}{\displaystyle =d\omega _{\mathfrak {h}}+d\omega _{\mathfrak {b}}+{1 \over 2}[\omega _{\mathfrak {h}},\omega _{\mathfrak {h}}]+[\omega _{\mathfrak {h}},\omega _{\mathfrak {b}}]+{1 \over 2}[\omega _{\mathfrak {b}},\omega _{\mathfrak {b}}]}
が成立するので、仮定{\displaystyle [{\mathfrak {b}},{\mathfrak {b}}]\subset {\mathfrak {b}}}を使うと以下が成立する事が分かる：
定理 (分解した場合の構造方程式) ― 
- {\displaystyle \Omega _{\mathfrak {h}}=d\omega _{\mathfrak {h}}+{1 \over 2}[\omega _{\mathfrak {h}},\omega _{\mathfrak {h}}]}
- {\displaystyle \tau \approx \Omega _{\mathfrak {b}}=d\omega _{\mathfrak {b}}+[\omega _{\mathfrak {h}},\omega _{\mathfrak {b}}]+{1 \over 2}[\omega _{\mathfrak {b}},\omega _{\mathfrak {b}}]}

{\displaystyle \omega _{\mathfrak {h}}}が接続形式に対応している事から、上記の定理の１つ目の式は、接続形式{\displaystyle \omega _{\mathfrak {h}}}が定義する主接続に対する第二構造方程式である事がわかる。よって特に、{\displaystyle \Omega _{\mathfrak {h}}}は主接続の曲率形式である事がわかる。したがって
一方2本目の式において{\displaystyle \omega _{\mathfrak {b}}}は{\displaystyle TP{\overset {\omega }{\to }}{\mathfrak {g}}\to {\mathfrak {g}}/{\mathfrak {h}}\approx {\mathfrak {b}}}に一致し、標準形式θとして解釈できるので、モデル幾何学がアフィン幾何学である場合のように{\displaystyle [{\mathfrak {b}},{\mathfrak {b}}]=\{0\}}であれば、2本目の式は
{\displaystyle \tau \approx d\theta +[\omega _{\mathfrak {h}},\theta ]}
となり、第一構造方程式に対応している事が分かる。よってこの場合の捩率は接続形式{\displaystyle \omega _{\mathfrak {h}}}がTMによって定まる主接続の捩率テンソルに一致する。

#### ビアンキ恒等式
前述したカルタン接続のビアンキ恒等式
{\displaystyle d\Omega =[\Omega ,\omega ]}
を「{\displaystyle {\mathfrak {h}}}部分」と「{\displaystyle {\mathfrak {b}}}部分」に分解することで以下の定理が結論づけられる：
定理 (分解した場合のビアンキ恒等式) ― 
- {\displaystyle d\Omega _{\mathfrak {g}}=[\Omega _{\mathfrak {g}},\omega _{\mathfrak {g}}]}
- {\displaystyle d\tau \approx d\Omega _{\mathfrak {b}}=[\tau ,\omega _{\mathfrak {h}}]+[\Omega _{\mathfrak {h}},\omega _{\mathfrak {b}}]+[\Omega _{\mathfrak {h}},\omega _{\mathfrak {h}}]}

{\displaystyle \omega _{\mathfrak {h}}}が接続形式に対応している事から、上記の定理の1本目の式は接続形式{\displaystyle \omega _{\mathfrak {h}}}が定義する主接続に関する第二ビアンキ恒等式である。
一方、2本目の式は、構造方程式の場合と同様、モデル幾何学がアフィン幾何学のように{\displaystyle [{\mathfrak {b}},{\mathfrak {b}}]=\{0\}}を満たせば、
{\displaystyle d\tau \approx [\tau ,\omega _{\mathfrak {h}}]+[\Omega _{\mathfrak {h}},\theta ]}
と第一ビアンキ恒等式に一致する。

## 曲線の発展

### P上の発展
{\displaystyle (\pi ,P,\omega )}を{\displaystyle (G,H)}をモデルとするM上のカルタン幾何学とし、{\displaystyle \varphi ~:~[a,b]\to P}を区間{\displaystyle [a,b]}上定義されたP上の曲線とするtを[a,b]上の点とすると、{\displaystyle T_{\varphi (t)}P}にはカルタン接続ωにより{\displaystyle {\mathfrak {g}}}の元が対応している。次の事実が知られている：
定理・定義 ― 記号を上述のように取り、gをGの元とするとき、G上の曲線{\displaystyle {\tilde {\varphi }}~:~[a,b]\to G}で、任意の{\displaystyle t\in [a,b]}に対し、
{\displaystyle \omega ^{G}\left({\tfrac {d{\tilde {\varphi }}}{dt}}(t)\right)=\omega \left({\tfrac {d\varphi }{dt}}(t)\right)}
が成立し、しかも{\displaystyle {\tilde {\varphi }}(a)=g}を満たすものがが一意に存在するが成立する。ここで{\displaystyle \omega ^{G}}はGのモーレー・カルタン形式である。
曲線{\displaystyle {\tilde {\varphi }}}を曲線{\displaystyle \varphi }のgからのωに関する発展(英: development)という。
モーレー・カルタン形式{\displaystyle \omega ^{G}}は、G上の接ベクトルをGの作用により{\displaystyle {\mathfrak {g}}=T_{e}G}に移す変換であったので、上記の定理は{\displaystyle {\tfrac {d{\tilde {\varphi }}}{dt}}(t)}がGの作用による移動を除いて{\displaystyle \omega \left({\tfrac {d\varphi }{dt}}(t)\right)}に一致する事を意味する。
上記の定理の直観的な意味を説明する。クライン幾何学{\displaystyle (G,H)}においてGは等質空間{\displaystyle G/H}における同型写像のなす群であったので、そのリー代数{\displaystyle {\mathfrak {g}}}の元は{\displaystyle G/H}上の「無限小同型変換」、すなわち同型写像の微分とみなせた。
カルタン幾何学{\displaystyle (\pi ,P,\omega )}の付与された多様体Mとは「一次近似」がクライン幾何学に見える空間であり、TpPの元vpはカルタン接続により{\displaystyle {\mathfrak {g}}}の元と対応しており、{\displaystyle \omega (v_{p})}は{\displaystyle \pi (u)}における「無限小同型変換」を意味していた。
上記の定理は曲線{\displaystyle \varphi }に沿って「無限小同型変換」である{\displaystyle {\mathfrak {g}}}の元{\displaystyle \omega \left({\tfrac {d\varphi }{dt}}(t)\right)}を束ねていくとその「積分曲線」として同型変換であるGの元{\displaystyle {\tilde {\varphi }}(t)}があらわれる事を意味している。
もしMが{\displaystyle G/H}そのものであれば、この同型変換{\displaystyle {\tilde {\varphi }}(t)}は実際にM上の同型変換になる事を後述する。

### M上の発展
補題 ― {\displaystyle c~:~[a,b]\to M}をM上の曲線とし、{\displaystyle \varphi ~:~[a,b]\to P}を{\displaystyle h~:~[a,b]\to H}を曲線とする。このとき、{\displaystyle \varphi (t)}の発展{\displaystyle {\tilde {\varphi }}(t)~:~[a,b]\to P}と{\displaystyle \varphi (t)h(t)}の発展{\displaystyle {\widetilde {\varphi (t)h(t)}}}は以下を満たす：
{\displaystyle {\widetilde {\varphi (t)h(t)}}={\tilde {\varphi }}(t)h(t)}
{\displaystyle q~:~G\to G/H}をGから{\displaystyle G/H}への商写像とすると、上記の補題から次が成立する：
定理・定義 ― {\displaystyle c~:~[a,b]\to M}をM上の曲線とし、xを{\displaystyle G/H}の元とする。{\displaystyle \pi (\varphi (t))=c(t)}を満たすP上の曲線と{\displaystyle q(g)=x}を満たす{\displaystyle g\in G}を任意に選んで{\displaystyle \varphi }のgからの発展{\displaystyle {\tilde {\varphi }}~:~[a,b]\to G}を作り、{\displaystyle G/H}上の曲線
{\displaystyle {\tilde {c}}(t):=q({\tilde {\varphi }}(t))}
を考えると、{\displaystyle {\tilde {c}}(t)}は{\displaystyle {\tilde {\varphi }}}、gの取り方によらずwell-definedである。
曲線{\displaystyle {\tilde {c}}(t)}を{\displaystyle c(t)}の{\displaystyle G/H}におけるxからのωに関する発展（英: development）という。

### ホロノミー
Mが連結であるとし、{\displaystyle u_{0}\in M}と{\displaystyle \pi (p_{0})=u_{0}}を満たす{\displaystyle p_{0}\in P}をfixし、{\displaystyle c~:~[a,b]\to M}をu0を基点とするM上の閉曲線とする。{\displaystyle \pi (\varphi (t))=c(t)}を満たすP上の閉曲線{\displaystyle \varphi ~:~[a,b]\to P}でp0を基点とするものとすると、前述した補題から、{\displaystyle \varphi }の単位元{\displaystyle e\in G}からの発展{\displaystyle {\tilde {\varphi }}~:~I\to G}の終点{\displaystyle {\tilde {\varphi }}(b)}は{\displaystyle \varphi }の取り方によらず等しい。そこで以下のような定義をする：
定理・定義 ― 記号を上のように取り、{\displaystyle \Omega (M,u_{0})}をu0を基点とする閉曲線全体の空間とする。このとき、
{\displaystyle \Phi ^{p_{0}}~:~c\in \Omega (M,u_{0})\mapsto ({\tilde {\varphi }}}の終点{\displaystyle )\in G}
は閉曲線の結合に関して準同型であり、{\displaystyle \Phi ^{p_{0}}(\Omega (M,u_{0}))}はGの部分群をなす。
{\displaystyle \Phi ^{p_{0}}(c)}を閉曲線cの基点u0のリフトp0に関するホロノミー（英: holonomy with respect to p0）といい、{\displaystyle \Phi ^{p_{0}}(\Omega (M,u_{0}))}をp0に関するM上のカルタン幾何学{\displaystyle (\pi ,P,\omega )}のホロノミー群（英: 
holonomy group of {\displaystyle (\pi ,P,\omega )} with respect to p0）という。
ホロノミー群は基点やそのリフトを取り替えても、共役を除いて一意に定義できる。実際、基点u0のリフトp0を別の点p0h, where {\displaystyle h\in H}に取り替えると、ホロノミーは{\displaystyle \Phi ^{p_{0}h}(c)=h^{-1}\Phi ^{p_{0}}(c)h}を満たす。また基点u0を別の基点u1に変えると、{\displaystyle \Phi ^{p_{1}}(\Omega (M,u_{1}))=g^{-1}\Phi ^{p_{0}}(\Omega (M,u_{0}))g}を満たす{\displaystyle g\in G}が存在する。
{\displaystyle \Phi ^{p_{0}}(\Omega (M,u_{0}))}の元のうち、0-ホモトープな閉曲線全体{\displaystyle \Phi _{0}^{p_{0}}(\Omega (M,u_{0}))}は{\displaystyle \Phi ^{p_{0}}(\Omega (M,u_{0}))}の正規部分群になる。{\displaystyle \Phi _{0}^{p_{0}}(\Omega (M,u_{0}))}を制限ホロノミー群（英: restricted holonomy group）という。
写像{\displaystyle \Omega (M,u_{0})\to \Phi ^{p_{0}}(\Omega (M,u_{0}))\to \Phi ^{p_{0}}(\Omega (M,u_{0}))/\Phi _{0}^{p_{0}}(\Omega (M,u_{0}))}は基本群{\displaystyle \pi _{1}(M,u_{0})}からの群準同型写像
{\displaystyle \pi _{1}(M,u_{0})\to \Phi ^{p_{0}}(\Omega (M,u_{0}))/\Phi _{0}^{p_{0}}(\Omega (M,u_{0}))}
をwell-definedに誘導する。上記の写像をカルタン幾何学{\displaystyle (\pi ,P,\omega )}のモノドロミー表現（英: monodromy representation of {\displaystyle (\pi ,P,\omega )}）という。

### 一般化円と測地線
定義 ― なんらかの{\displaystyle A\in {\mathfrak {g}}}に対し、定数ベクトル場（定義は前述）{\displaystyle \omega ^{-1}(A)}の積分曲線を{\displaystyle \pi ~:~P\to M}でMに射影したものをM上の一般化円（英: generarized circle）という。
また{\displaystyle ({\mathfrak {g}},{\mathfrak {h}})}が{\displaystyle {\mathfrak {g}}={\mathfrak {h}}\oplus {\mathfrak {b}}}と簡約可能なとき、なんらかの{\displaystyle A\in {\mathfrak {b}}}に対し、定数ベクトル場{\displaystyle \omega ^{-1}(A)}の積分曲線を{\displaystyle \pi ~:~P\to M}でMに射影したものをM上の測地線（英: geodesic）という。
特にクライン幾何学{\displaystyle (G,H)}に対し、{\displaystyle G/H}上の一般化円は、{\displaystyle {\mathfrak {g}}}の元の1-パラメーター変換群の軌跡の{\displaystyle G/H}への射影である。よって「一般化円」という名称であるが、ユークリッド幾何学での「一般化円」は螺旋になる事もあるので注意されたい
{\displaystyle ({\mathfrak {g}},{\mathfrak {h}})}が{\displaystyle {\mathfrak {g}}={\mathfrak {h}}\oplus {\mathfrak {b}}}と簡約可能なとき、{\displaystyle {\mathfrak {b}}}に属する元のG上の1-パラメーター変換群の軌跡の{\displaystyle G/H}への射影を直線（英: straight line）という。
この事実を使うと、一般化円と測地線は以下のように言い換える事ができる：
定理 ― 
{\displaystyle (G,H)}をモデルとするクライン幾何学の定義された多様体M上の曲線が一般化円になる必要十分条件は、その一般化円の発展が{\displaystyle G/H}上の一般化円になる事である。
同様に{\displaystyle ({\mathfrak {g}},{\mathfrak {h}})}が{\displaystyle {\mathfrak {g}}={\mathfrak {h}}\oplus {\mathfrak {b}}}と簡約可能なとき、{\displaystyle c(t)}がM上の測地線（英: geodesic）となる必要十分条件は、{\displaystyle c(t)}の発展{\displaystyle {\tilde {c}}(t)}が{\displaystyle G/H}上の直線である事である。
前述したように、{\displaystyle ({\mathfrak {g}},{\mathfrak {h}})}が簡約可能なときは、TM上にアフィン接続∇が定義できるので、{\displaystyle {\tfrac {\nabla }{dt}}{\tfrac {d}{dt}}c=0}となる曲線を測地線として定義する事もできる。この２つの測地線の定義は同値である。
定理 ― 
{\displaystyle ({\mathfrak {g}},{\mathfrak {h}})}が{\displaystyle {\mathfrak {g}}={\mathfrak {h}}\oplus {\mathfrak {b}}}と簡約可能であるとし、カルタン接続ωを{\displaystyle \omega =\omega _{\mathfrak {h}}+\omega _{\mathfrak {b}}}と分解したときPの主接続（の接続形式）{\displaystyle \omega _{\mathfrak {h}}}がTMに{\displaystyle TM\approx F_{H}\times _{H}{\mathfrak {g}}/{\mathfrak {h}}}に誘導するアフィン接続を∇とする。
このとき、M上の曲線{\displaystyle c(t)}が上述したカルタン幾何学における測地線である必要十分条件は、以下が成立する事である：
{\displaystyle {\frac {\nabla }{dt}}{\frac {d}{dt}}c=0}

## クライン幾何学との関係
カルタン幾何学はクライン幾何学をモデルとしており、しかも（局所）クライン幾何学はカルタン幾何学として平坦（英: flat）、すなわち曲率が恒等的に0である事を前述した。
本章はこの逆向きについて述べる。すなわち平坦なカルタン幾何学がいかなる条件を満たせば局所クライン幾何学と等しいかを特定するのが本章の目標である。
ダルブー導関数の一般論から、以下が従う：
定理 ― {\displaystyle (G,H)}を対応するリー代数の組{\displaystyle ({\mathfrak {g}},{\mathfrak {h}})}が効果的なクライン幾何学とする。Mを多様体とし、{\displaystyle (\pi ,P,\omega )}を{\displaystyle (G,H)}をモデルとするM上のカルタン幾何学とする。
このとき、Mの普遍被覆空間{\displaystyle q^{:}~{\tilde {M}}\to M}に主バンドル{\displaystyle \pi ~:~P\to M}とカルタン接続ωを引き戻したものをそれぞれ{\displaystyle {\tilde {\pi }}~:~{\tilde {P}}\to {\tilde {M}}}、{\displaystyle {\tilde {\omega }}}とする。
このとき{\displaystyle ({\tilde {\pi }},{\tilde {P}},{\tilde {\omega }})}は{\displaystyle {\tilde {M}}}上の{\displaystyle (G,H)}をモデルとするカルタン幾何学となり、局所幾何学的同型
{\displaystyle (f,{\bar {f}})~:~({\tilde {M}},{\tilde {P}})\to (G/H,G)}
が存在する。
よって特に、Mの点uの十分小さい開近傍{\displaystyle U}を取り、{\displaystyle U}上に{\displaystyle (\pi ,P,\omega )}を制限した{\displaystyle (\pi |_{U},P_{U},\omega _{U})}は（Uの{\displaystyle {\tilde {M}}}へのリフトを考えることで）局所幾何学的同型{\displaystyle (U,P_{U})\to (G/H,G)}を持つことが分かる。
このように被覆空間を考えたり、あるいは各点の開近傍に制限したりすれば、平坦なカルタン幾何学がクライン幾何学に局所幾何学的同型である事を示す事ができる。しかしこれだけではM自身が（局所）クライン幾何学と幾何学的同型になるか否かはわからない。
そこで本章ではまずM自身が局所クライン幾何学と幾何学的同型になる条件を定式化し、次にこれらの条件を満たす平坦なカルタン幾何学が局所クライン幾何学と幾何学同型になる事を見る。

### 条件
本節では平坦なカルタン幾何学が局所クライン幾何学と同型であるための条件である「幾何学的向き付け可能性」と「完備性」を定義する。

#### 幾何学的向き
幾何学的向きを定義するため、まず記号を導入する。Mを多様体とし、{\displaystyle (\pi ,P,\omega )}を{\displaystyle ({\mathfrak {g}},{\mathfrak {h}},H,\mathrm {Ad} )}をモデル幾何学とするM上のカルタン幾何学とし、Gを{\displaystyle {\mathfrak {g}}}に対応するリー群の一つとすると、その随伴表現{\displaystyle \mathrm {Ad} ~:G~\to \mathrm {GL} _{\mathrm {Lie} }({\mathfrak {g}})}はリー群間の写像なので、対応するリー代数間の写像
{\displaystyle \mathrm {ad} :=\mathrm {Ad} _{*}~:~{\mathfrak {g}}\to {\mathfrak {gl}}_{\mathrm {Lie} }({\mathfrak {g}})}
を誘導する。adはリー代数{\displaystyle {\mathfrak {g}}}に対応するリー群Gの取り方によらずwell-definedであり、
{\displaystyle \mathrm {ad} (A)(B)=[A,B]}
が成立する。adとカルタン接続の合成
{\displaystyle \mathrm {ad} \circ \omega ~:~TP\to {\mathfrak {gl}}_{\mathrm {Lie} }({\mathfrak {g}})}
を考え、以下の定義をする：
定義 ― 記号を上と同様に取り、{\displaystyle p\in P}を取る。クライン幾何学{\displaystyle (\pi ,P,\omega )}に対し、{\displaystyle h\in H}が基点{\displaystyle p\in P}に関して幾何学的な向きを保つ（英: geometrically orientation preserving with respect to the base point p）とは、pとphを結ぶP上の曲線{\displaystyle \varphi (t)}で以下の条件を満たすものが存在する事を言う：
{\displaystyle \varphi (t)}の{\displaystyle \mathrm {ad} \circ \omega }に関する単位元{\displaystyle e\in \mathrm {GL} _{\mathrm {Lie} }({\mathfrak {g}})}からの発展{\displaystyle {\tilde {\varphi }}(t)}の終点が{\displaystyle \mathrm {Ad} (h)}になる
定理・定義 ― Pが連結であれば幾何学的向き付けの定義はpに依存しない。Pが連結なとき、幾何学的向き付け可能なHの元全体の集合を{\displaystyle H_{\mathrm {or} }}と書く。
adの定義より、曲線{\displaystyle \varphi (t)}がPのファイバー{\displaystyle P_{\pi (p)}}内にあれば、その発展{\displaystyle {\tilde {\varphi }}(t)}の終点は必ず{\displaystyle \mathrm {Ad} (h)}になる。よって{\displaystyle H_{e}}を単位元eを含むHの連結成分とすると
{\displaystyle H_{e}\subset H_{\mathrm {or} }}
が成立する。
しかし上記の定義は曲線{\displaystyle \varphi (t)}がファイバー{\displaystyle P_{\pi (p)}}内に収まる事は仮定しておらず、よって一般にはHorの方がHeより大きいこともある。なお、Pが連結であれば、HorはHの正規部分群になる事が知られている。
定義 ― Mを多様体とし、{\displaystyle (\pi ,P,\omega )}を{\displaystyle ({\mathfrak {g}},{\mathfrak {h}},H,\mathrm {Ad} )}をモデル幾何学とするM上のカルタン幾何学でPが連結であるものする。
- H-バンドルPがHor-部分主バンドルを持つとき、{\displaystyle (\pi ,P,\omega )}は幾何学的に向き付け可能（英: geometrically orientable）であるという[46]
- PのHor-部分主バンドル（もしあれば）をPの幾何学的向き（英: geometrically orientation）という[46]。
- {\displaystyle M_{\mathrm {or} }:=P/H_{\mathrm {or} }}をMの幾何学的向き付け被覆（英: geometrically orientation cover）という[46]。
- {\displaystyle H=H_{\mathrm {or} }}のとき、カルタン幾何学{\displaystyle (\pi ,P,\omega )}は幾何学的に向き付けられている（英: geometrically oriented）という[46]。

次が成立する：
定義 ― 局所クライン幾何学{\displaystyle (G,H,\Gamma )}（に定まるクライン幾何学）は、Gが連結なら幾何学的向き付け可能である。

#### 完備性
Mを多様体とし、{\displaystyle (\pi ,P,\omega )}を{\displaystyle ({\mathfrak {g}},{\mathfrak {h}},H,\mathrm {Ad} )}をモデル幾何学とするM上のカルタン幾何学とする。
定義 ― {\displaystyle (\pi ,P,\omega )}が以下を満たすとき、{\displaystyle (\pi ,P,\omega )}は完備（英: complete）であるという
任意の{\displaystyle A\in {\mathfrak {g}}}に対し、定数ベクトル場（定義は前述）{\displaystyle \omega ^{-1}(A)}の積分曲線{\displaystyle \exp(t\omega _{p}{}^{-1}(A))}は任意の{\displaystyle t\in \mathbb {R} }および任意の{\displaystyle p\in P}に対して定義可能である。
定理 ― 局所クライン幾何学{\displaystyle (G,H,\Gamma )}（に対応するカルタン幾何学）は完備である。

### 定式化
完備かつ平坦で幾何学的に向き付可能なカルタン幾何学は局所クライン幾何学と幾何学的同型になる：
定義 ― Mを連結な多様体とし、{\displaystyle ({\mathfrak {g}},{\mathfrak {h}},H,\mathrm {Ad} )}をモデル幾何学とし、{\displaystyle (\pi ,P,\omega )}をM上の{\displaystyle ({\mathfrak {g}},{\mathfrak {h}},H,\mathrm {Ad} )}をモデルとする平坦かつ完備で幾何学的に向き付けられたカルタン幾何学とする。
このとき、{\displaystyle {\mathfrak {g}}}をリー代数とする連結なリー群GでHを閉部分群として含むものと、Gの部分群Γで局所クライン幾何学{\displaystyle \Gamma \backslash G/H}とその上のカルタン幾何学構造{\displaystyle (\Gamma \backslash G,\omega ^{\Gamma \backslash G})}がMとその上のカルタン幾何学{\displaystyle (\pi ,P,\omega )}と幾何学的同型になる。
なお、すでに見たように局所クライン幾何学は平坦かつ完備であり、しかもGが連結であれば局所クライン幾何学はカルタン幾何学として向き付け可能であるので、連結なGを考える場合は、これ以上条件を減らす事はできない。

なお、Gを固定すると、上述の定理が存在を保証するΓは共役を除いて一意に定まる：
定義 ― {\displaystyle M_{1}=\Gamma _{1}\backslash G/H}、{\displaystyle M_{2}=\Gamma _{2}\backslash G/H}を{\displaystyle (G,H)}をモデルに持つ２つの局所クライン幾何学とする。
このとき、M1とM2がクライン幾何学として幾何学的同型であれば、ある{\displaystyle g\in G}が存在し、{\displaystyle \Gamma _{2}=g\Gamma _{1}g^{-1}}であり、しかもM1とM2はgの左からの作用{\displaystyle L_{g}~:~G\to G}から誘導される。

## ユークリッド幾何学をモデルとするカルタン幾何学
本章ではモデル幾何学がユークリッド幾何学の場合を考える。すなわち、モデルとするクライン幾何学がユークリッド空間{\displaystyle \mathbb {E} ^{m}}上の等長変換群{\displaystyle \mathrm {Iso} (\mathbb {E} ^{m})}と直交群{\displaystyle O(m)}の組{\displaystyle (G,H)=(\mathrm {Iso} (\mathbb {E} ^{m}),O(m))}である場合の、多様体M上のカルタン幾何学{\displaystyle (\pi ,P,\omega )}を考える。

### 標準的な計量
本節では以下の定理を示す：
定理 ― ユークリッド幾何学をモデルとするカルタン幾何学には、Mに標準的なリーマン計量が定数倍を除いて一意に定まる。
これを示すため、{\displaystyle {\mathfrak {g}}/{\mathfrak {h}}}の性質を調べる。{\displaystyle \mathrm {Iso} (\mathbb {E} ^{m})}は随伴表現Adにより{\displaystyle {\mathfrak {g}}/{\mathfrak {h}}}に作用するが、{\displaystyle \mathrm {Iso} (\mathbb {E} ^{m})=O(m)\ltimes \mathbb {R} ^{m}}における{\displaystyle O(m)}は原点を中心とする回転として、{\displaystyle \mathbb {R} ^{m}}は平行移動として{\displaystyle {\mathfrak {g}}/{\mathfrak {h}}}に作用する事を簡単な計算により確かめられる。
よって{\displaystyle {\mathfrak {g}}/{\mathfrak {h}}}上には{\displaystyle O(m)}により不変な内積{\displaystyle q~:~{\mathfrak {g}}/{\mathfrak {h}}\times {\mathfrak {g}}/{\mathfrak {h}}\to \mathbb {R} }が定数倍を除いて一意に定まる。前述したように{\displaystyle TM\approx TP\times _{H,\mathrm {Ad} }{\mathfrak {g}}/{\mathfrak {h}}}であるので、{\displaystyle p\in P}に対し、写像
{\displaystyle \varphi _{p}~:~\xi \in {\mathfrak {g}}/{\mathfrak {h}}\to [(p,\xi )]\in TP\times _{H,\mathrm {Ad} }{\mathfrak {g}}/{\mathfrak {h}}\approx TM}
が定義できる。
そこで{\displaystyle u\in M}に対しTuMの計量を{\displaystyle p\in P_{u}}を任意に選んで
{\displaystyle g_{u}(v,w):=q(\varphi _{p}{}^{-1}(v),\varphi _{p}{}^{-1}(w))} for {\displaystyle v,w\in T_{u}M}
により定義すると{\displaystyle g_{u}(v,w)}が{\displaystyle p\in P_{u}}によらずwell-definedされる事が知られており、M上にリーマン計量gが定まる。

### アフィン接続
{\displaystyle \mathrm {Iso} (\mathbb {E} ^{m})=O(m)\ltimes \mathbb {R} ^{m}}と半直積で書けるので、リー代数の組{\displaystyle ({\mathfrak {g}},{\mathfrak {h}})=({\mathfrak {iso}}(\mathbb {E} ^{m}),{\mathfrak {o}}(m))}は{\displaystyle {\mathfrak {b}}=\mathbb {R} ^{m}}を使って簡約可能であり、しかも{\displaystyle (G,H)=(\mathrm {Iso} (\mathbb {E} ^{m}),O(m))}は一階である。
よって前述のようにカルタン接続ωを「{\displaystyle {\mathfrak {h}}}部分」と「{\displaystyle {\mathfrak {b}}}部分」に分けて{\displaystyle \omega =\omega _{\mathfrak {h}}+\omega _{\mathfrak {b}}}と書くことができ、{\displaystyle \omega _{\mathfrak {h}}}は主バンドルP上の接続形式になり、{\displaystyle \omega _{\mathfrak {b}}}が標準形式となる。逆に{\displaystyle \omega _{\mathfrak {h}}}と{\displaystyle \omega _{\mathfrak {b}}}からωが復元できる事もすでに示した。
接続形式{\displaystyle \omega _{\mathfrak {h}}}がTMに誘導するアフィン接続{\displaystyle \nabla }を定義する事ができ、{\displaystyle \nabla }は以下を満たす：
定理 ― {\displaystyle \nabla }は標準的な計量と両立する。すなわち前節で定義した標準的なリーマン計量gに対し、
{\displaystyle X(g(Y,Z))=g(\nabla _{X}Y,Z)+g(Y,\nabla _{X}Z)}
がM上の任意のベクトル場X、Y、Zに対して成立する。
しかし{\displaystyle \nabla }の捩率は0とは限らない。もし{\displaystyle \nabla }の捩率が0であればリーマン幾何学の基本定理より、{\displaystyle \nabla }はレヴィ・チヴィタ接続に一致する。
以上の考察から、カルタン幾何学の立場から見るとリーマン幾何学とは、ユークリッド幾何学をモデルとするカルタン幾何学で捩率が0のものとして（計量の定数倍を除き）特徴づけられる幾何学である。

### リーマン多様体の発展
上述のようにリーマン多様体にはユークリッド幾何学{\displaystyle (G,H)=(\mathrm {Iso} (\mathbb {E} ^{m}),O(m))}をモデルとする捩れのないカルタン幾何学{\displaystyle (\pi ,P,\omega )}の構造が入る。
m次元リーマン多様体M上に曲線{\displaystyle c(t)}を取り（図の青の線）、{\displaystyle c(t)}に沿ってMをm次元平面{\displaystyle \mathbb {R} ^{m}}上を「滑ったり」「ねじれたり」することなく転がしたときにできる曲線の軌跡を{\displaystyle {\tilde {c}}(t)}とする（図の紫の線）。
このとき、次が成立することが知られている：
定理 ― 

滑りとねじれのない転がし（再掲）

記号を上述のように取る。このとき、{\displaystyle {\tilde {c}}(t)}は等質空間{\displaystyle G/H=\mathrm {Iso} (\mathbb {E} ^{m})/O(m)\approx \mathbb {R} ^{m}}への発展に一致する。
また、Mをm次元平面{\displaystyle \mathbb {R} ^{m}}上滑りもねじれもなく転がすと、時刻tに{\displaystyle c(t)}が{\displaystyle \mathbb {R} ^{m}}に接した瞬間に{\displaystyle T_{c(t)}M}が{\displaystyle \mathbb {R} ^{m}}に重なるので、自然に写像
{\displaystyle \varphi _{t}~:~T_{c(t)}M\to \mathbb {R} ^{m}}
が定義できる。この写像を使うと、Mのレヴィ・チヴィタ接続∇の幾何学的意味を述べることができる：
定理 ― 
{\displaystyle v(t)\in T_{c(t)}M}を{\displaystyle c(t)}に沿ったM上のベクトル場とすると、以下が成立する：
{\displaystyle \varphi _{t}\left({\nabla  \over dt}v(t)\right)={d \over dt}\varphi _{t}(v(t))}
すなわち、曲線に沿った{\displaystyle v(t)}の共変微分を{\displaystyle \mathbb {R} ^{m}}に移したものは、{\displaystyle v(t)}を移したものを通常の意味で微分したものに一致する。
よって特に以下が成立する：
系 ― 
{\displaystyle c(a)}における接ベクトル{\displaystyle v}をM上曲線{\displaystyle c(t)}に沿って（レヴィ・チヴィタ接続の意味で）平行移動したものを{\displaystyle v'}とするとき、{\displaystyle {\tilde {c}}(a)}におけるベクトル{\displaystyle \varphi _{a}(v)}を{\displaystyle \mathbb {R} ^{m}}上{\displaystyle {\tilde {c}}(b)}まで通常の意味で平行移動したものは{\displaystyle \varphi _{b}(v')}に等しい。